# Суперполіцейські з Маямі
Суперполіцейські з Маямі (італ. I poliziotti dell'8ª strada) — італійський комедійний фільм режисера Бруно Корбуччі. Цей фільм є передостанньою картиною комедійного дуо Теренса Гілла та Бада Спенсера.

## Сюжет
1978 року з банку в Детройті було викрадено 20 мільйонів доларів. Один із грабіжників був спійманий, інший знайдений мертвим, а третій зник разом із грошима. Видобуток так і не було знайдено. У 1985 році звільнений із в'язниці грабіжник одразу вирушив до Маямі, але наступного дня був виявлений мертвим. Наразі агенти ФБР Дуг Беннет, який працює поліцейським у Нью-Йорку, та Стів Форрест, який відкрив школу пілотів вертольотів у Тампі, знову беруться за цю справу під виглядом поліцейських Маямі…

## В ролях
| Актор            | Роль                      |
| ---------------- | ------------------------- |
| Теренс Гілл      | Даг Беннет                |
| Бад Спенсер      | Стів Форрест              |
| С.Б. Сей         | шеф Танні                 |
| Вільям "Бо" Джим | Чарро                     |
| Кен Сересне      | Роберт Делман/Ральф Дуран |
| Джекі Кастеллано | Ірен                      |
| Гарольд Бергман  | комісар Райснер           |
| Баффі Ді         | готельєр Панчо            |

## Цікаві факти
- С. Б. Сей, який грав шефа Танні, на той час був начальником поліції міста Гаяліа. Важливі сцени фільму також знімалися в його районі. Його співробітників набирали як додаткових акторів за $50 на день. Тому назва фільму «Суперполіцейські Маямі» не зовсім точна, оскільки він показує поліцію Гаялії, другого за величиною міста в окрузі Маямі-Дейд.